# 广通文庙
广通文庙位于云南省楚雄州禄丰市广通镇广通村广通小学内，始建于明嘉靖二十五年（1546年），同治四年（1866年）重修。现存泮池、大成门、大成殿:108。大成殿坐北向南，五开间，单檐歇山顶建筑:105-107。2003年6月2日公布为禄丰县文物保护单位。2005年8月23日公布为第二批楚雄州文物保护单位。